# Стена звука
Стена звука (англ. Wall of Sound) — название техники звукозаписи и аранжировки поп- и рок-музыки, разработанной и впервые применённой продюсером и звукоинженером Филом Спектором и по-своему осмысленной Oусли «Медведем» Стэнли, звукооператором группы The Grateful Dead.
Изначально принцип техники заключался в многократном дублировании инструментальных партий и многослойной их записи. Общее звучание слагалось из микса многократно исполненных дублей, зачастую подвергнутых дополнительным обработкам, чем создавался мощный инструментальный напор.
Термин имел и иное значение — группа The Grateful Dead использовала т. н. «стену звука» на своих концертных выступлениях — в виде тщательно рассчитанной конструкции динамиков, позволявшей озвучивать зал не с так называемой PA (public adressed)-аппаратуры усиления и воспроизведения, стоящей на «порталах» сцены, а с «бекстэйджа» (то есть пространства сцены за музыкантами). При этом функцию звукорежиссёра выполняли сами музыканты, создавая звуковой баланс по собственному усмотрению, в соответствии с понимаемыми художественными задачами. В 1970-х годах эта «стена» постоянно увеличивалась, так как группа инвестировала в неё существенную часть своей прибыли, чтобы обеспечить наилучший возможный звук на концертах. Каждый год добавлялись несколько динамиков, пока стена не достигла высоты в 10 метров и веса в несколько сотен тонн.
В современной звукозаписи «стеной звука», как правило, называют записи, в которых акцент идёт не на звучании отдельных инструментов, а на цельности и мощности общего звучания. В отличие от ранних записей, в которых инструменты «раскидывались» на правый и левый канал неравномерно (барабаны в один, вокал в другой и т. п.), в основе «стены звука» лежит принцип баланса левого и правого канала, что достигается путём компоновки инструментов по их частотным характеристикам и в итоге даёт мощное стерео. При записи инструменты обычно выравнивают по их средней громкости и равномерно распределяют по всему стереополю.
Вокал в таких записях не выделяется на фоне других инструментов, а порой звучит даже тише инструментальной части.
В культуре
- песня «Radio Wall of Sound[англ.]» группы Slade с альбома-сборника Wall of Hits (1991)
- Альбомы «Невыносимая лёгкость бытия» и «Солнцеворот» группы Гражданская оборона (1995-96гг.)[1]
- Альбом «loveless» группы my bloody valentine (1991)